# Foot-Ball Club Juventus 1910-1911
Questa voce raccoglie le informazioni riguardanti il Foot-Ball Club Juventus nelle competizioni ufficiali della stagione 1910-1911.

## Stagione
Il quattordicesimo campionato di calcio fu il primo in cui furono ammesse squadre della regione nord-orientale d'Italia (Veneto ed Emilia) e anche il primo dove fu introdotto il calendario dalla Federazione di calcio. La Juventus finì nona e ultima nella classifica del cosiddetto Torneo Maggiore Ligure-Lombardo-Piemontese a nove squadre.

## Divise
| Casa | Portiere |

## Rosa
| N. |                     | Ruolo | Calciatore           |
| -- | ------------------- | ----- | -------------------- |
|    | Italia (bandiera)   | P     | Domenico Durante     |
|    | Italia (bandiera)   | P     | Umberto Pennano      |
|    | Svizzera (bandiera) | D     | M. Fuller            |
|    | Svizzera (bandiera) | D     | Giuseppe Hess        |
|    | Italia (bandiera)   | D     | Chiaffredo Mastrella |
|    | Italia (bandiera)   | D     | Casimiro Nay         |
|    | Svizzera (bandiera) | C     | Karl Aegli           |
|    | Italia (bandiera)   | C     | Aldo Colombo         |
|    | Italia (bandiera)   | C     | Alfredo Ferraris     |
|    | Svizzera (bandiera) | C     | Oscar Frey           |
|    | Italia (bandiera)   | C     | Giovanni Goccione    |

| N. |                     | Ruolo | Calciatore        |
| -- | ------------------- | ----- | ----------------- |
|    | Irlanda (bandiera)  | C     | Matts Kunding     |
|    | Italia (bandiera)   | C     | Mario Nevi        |
|    | Italia (bandiera)   | A     | Ajmone Marsan I   |
|    | Italia (bandiera)   | A     | Angelo Besozzi    |
|    | Italia (bandiera)   | A     | Ettore Corbelli   |
|    | Italia (bandiera)   | A     | Benigno Dalmazzo  |
|    | Svizzera (bandiera) | A     | H. Geisser        |
|    | Italia (bandiera)   | A     | Silvino Maffiotti |
|    | Italia (bandiera)   | A     | Giovanni Mazzonis |
|    | Italia (bandiera)   | A     | Mario Valobra     |
|    | Italia (bandiera)   | A     | Zuffi I           |

## Risultati

### Prima Categoria

#### Girone eliminatorio
| Arbitro: | Radice (Milano) |

|               |           |                |
| Maffiotti 76’ | Marcatori | 25’ F. Berardo |

| Arbitro: | Gama (Milano) |

|  |           |                          |
|  | Marcatori | 40’ Ferraris 83’ Geisser |

| Arbitro: | Moda (Milano) |

|              |           |                            |
| Corbelli 41’ | Marcatori | 52’ Capello 62’, 80’ Capra |

| Arbitro: | Meazza (Milano) |

|  |           |                  |
|  | Marcatori | (aut.) Hess Gama |

| Arbitro: | Ermolli (Milano) |

|                                    |           |  |
| Maffiotti 5’, 12’, 26’ Besozzi 88’ | Marcatori |  |

| Arbitro: | Berardo (Torino) |

|  |           |                                               |
|  | Marcatori | 20’, 27’ C. Rampini 32’ F. Milano 75’ Ferraro |

| Arbitro: | Ed. Pasteur (Genova) |

|  |           |                           |
|  | Marcatori | 17’ Van Hege 85’ Cevenini |

| Arbitro: | Calì (Genova) |

|  |           |              |
|  | Marcatori | 26’ Boiocchi |

| Arbitro: | Colombo (Vercelli) |

|            |           |             |
| Follis 60’ | Marcatori | 74’ Besozzi |

| Arbitro: | Gama (Milano) |

|                          |           |         |
| Valobra , Corbelli Zuffi | Marcatori | , Sardi |

| Arbitro: | Magni (Milano) |

|                          |           |               |
| Caldelli 30’ Capello 35’ | Marcatori | 67’ Maffiotti |

| Arbitro: | Magni (Milano) |

|            |           |               |
| Winter 36’ | Marcatori | 65’ Maffiotti |

| Arbitro: | Scarioni (Milano) |

|                            |           |  |
| G. Crocco 32’ Murphy Bauer | Marcatori |  |

| Vercelli 26 marzo 1911, ore 15:15 CET 16ª giornata | Pro Vercelli     | 0 – 0 referto | Juventus | Campo di piazzale Conte di Torino\| Arbitro: \| Scamoni[12] (Torino) \| |
| Arbitro:                                           | Scamoni (Torino) |               |          |                                                                         |

| Arbitro: | Magni (Milano) |

|                         |           |  |
| Van Hege Cevenini , 70’ | Marcatori |  |

| Arbitro: | Colombo (Milano) |

|                           |           |           |
| Boiocchi , Cagliani Pizzi | Marcatori | Maffiotti |

## Statistiche

### Statistiche di squadra
| Competizione    | Punti | In casa | In casa | In casa | In casa | In casa | In casa | In trasferta | In trasferta | In trasferta | In trasferta | In trasferta | In trasferta | Totale | Totale | Totale | Totale | Totale | Totale | DR  |
| Competizione    | Punti | G       | V       | N       | P       | Gf      | Gs      | G            | V            | N            | P            | Gf           | Gs           | G      | V      | N      | P      | Gf     | Gs     | DR  |
| --------------- | ----- | ------- | ------- | ------- | ------- | ------- | ------- | ------------ | ------------ | ------------ | ------------ | ------------ | ------------ | ------ | ------ | ------ | ------ | ------ | ------ | --- |
| Prima Categoria | 10    | 8       | 2       | 1       | 5       | 10      | 15      | 8            | 1            | 3            | 4            | 6            | 14           | 16     | 3      | 4      | 9      | 16     | 29     | -13 |

### Statistiche dei giocatori
| Giocatore    | Prima Categoria | Prima Categoria |
| Giocatore    | Presenze        | Reti            |
| ------------ | --------------- | --------------- |
| K. Aegli     | 10              | 0               |
| R. Ajmone    | 5               | 0               |
| A. Besozzi   | 11              | 2               |
| A. Colombo   | 4               | 0               |
| E. Corbelli  | 9               | 1               |
| B. Dalmazzo  | 3               | 0               |
| D. Durante   | 1               | -2              |
| A. Ferraris  | 10              | 1               |
| O. Frey      | 1               | 0               |
| M. Fuller    | 8               | 0               |
| H. Geisser   | 3               | 1               |
| G. Goccione  | 0               | 0               |
| G. Hess      | 3               | 0               |
| M. Kunding   | 4               | 0               |
| S. Maffiotti | 11              | 6               |
| C. Mastrella | 10              | 0               |
| G. Mazzonis  | 3               | 0               |
| C. Nay       | 1               | 0               |
| M. Nevi      | 3               | 0               |
| U. Pennano   | 15              | -27             |
| M. Valobra   | 10              | 0               |
| E. Zuffi     | 12              | 0               |